# GW151226
GW151226 és un senyal d'ona gravitacional detectada per l'observatori de LIGO el 25 de desembre de 2015 temps local (26 desembre 2015 UTC). El 15 de juny de 2016, les col·laboracions el LIGO i VIRGO van anunciar que havien verificat el senyal, fent-lo el segon senyal, després de GW150914, que havia estat anunciat quatre mesos abans del mateix any.

## Detecció de l'esdeveniment
El senyal va ser detectat per LIGO a les 03:38:53 UTC, primer el detector a Hanford que el va rebre 1.1 mil·lisegons abans que el detector Livingston (donat que l'eix entre el dos detectors no estava paral·lel al front d'ona); va ser identificat per una recerca de baixa latència dins 70 segons de la seva arribada als detectors.

## Origen astrofísic
L'anàlisi va indicar el senyal resultat de la coalescència de dos forats negres amb 14.2+8.3−3.7 i 7.5+2.3−2.3 cops la massa del Sol, a una distància de 440+180−190 megaparsecs (1.4 mil milions d'anys llum) de la Terra. El forat negre resultant de la fusió tenia 20.8+6.1−1.7 masses solars, havent radiant l'equivalent a una massa solar. En les dues fusions de forats negres analitzades fins llavors, la massa convertida a ones gravitacionals era més o menys 4.6% del total inicial.
En aquesta segona detecció, els científics de les col·laboracions científiques LIGO i Virgo van determinar que com a mínim un del forats negres inicials girava a més de 20% de la velocitat màxima de rotació permesa per la relativitat general. El forat negre final girava a 0.74+0.06−0.06 cops el seu moment angular possible màxim. Els forats negres eren més petits que en el primer esdeveniment de detecció, el qual va dirigir a diferents temps per les òrbites finals i va permetre LIGO veure més de les etapes finals abans els forats negres es fusionessin —55 cicles (27 òrbites) en un segon, amb la freqüència que augmenta de 35 a 450 Hz, en comparació amb només deu cicles en 0.2 segon en el primer esdeveniment.
La ubicació en el cel és poc precisa. El senyal va ser vist primer per Livingston amb un retard de 1.1 ms a LIGO Hanford.

## Implicacions
L' esdeveniment GW151226 suggereix que hi ha una població gran de forats negres binaris en l'Univers que produeixen fusions freqüents.
L'ona gravitacional mesurada és completament compatible amb les prediccions de la relativitat general per camps gravitatoris forts. Les prediccions de camp fort de la teoria no havien estat directament provat abans dels dos esdeveniments de LIGO. La relativitat general va passar aquesta severa prova per segon cop.